# Каталіна (острів)
18°21′36″ пн. ш. 69°00′17″ зх. д. / 18.36° пн. ш. 69.004722222222° зх. д.
Острів Каталіна (ісп. Isla Catalina) — тропічний острів, розташований за 1,5 км від материка на південно-східному кутку Домініканської Республіки, поблизу Ла-Альтаграсія та Ла-Романа. Місце, що інколи відвідують круїзні судена на карибських маршрутах. Зокрема, Costa Cruises має приватний пляж на острові. Їхні кораблі стають на якір і транспортують пасажирів на берег за допомогою тендеру.

## Географія
Сам острів має площу всього 9,6 квадратних кілометрів і має різноманітні збереженні екосистеми, включаючи піщані дюни, мангрові зарості та рифи. Сформований з коралового каменю острів містить три плато. Найвища висота острова — лише 60 футів над рівнем моря. Моря навколо острова багаті дикою природою, з багатьма видами птахів і тропічними морськими рибами, а також є великі території з природними пересипами.

## Історія

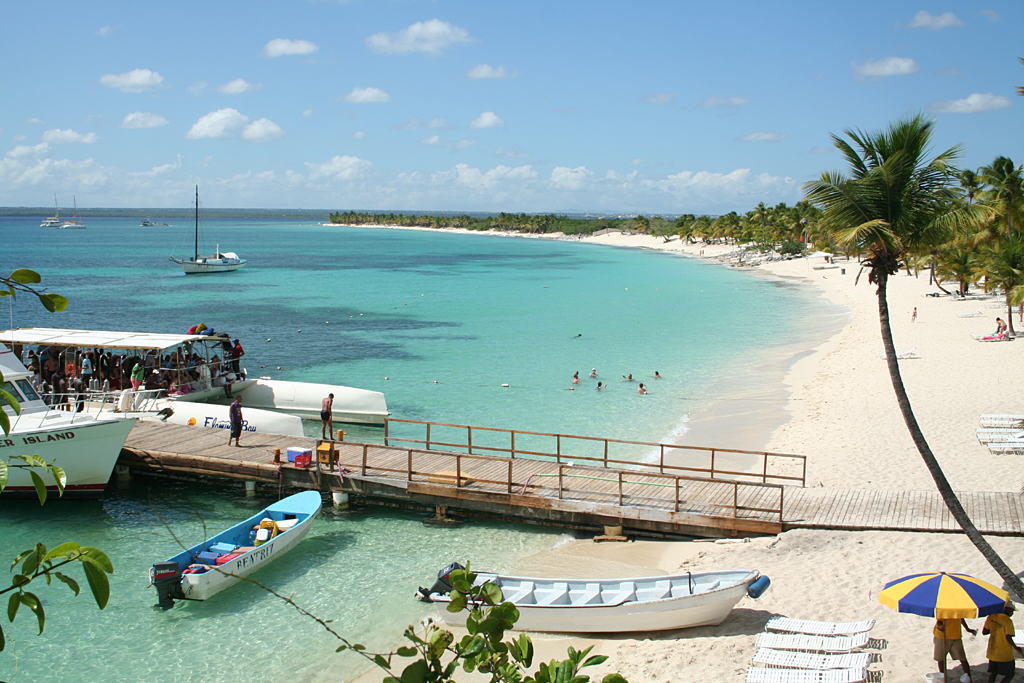
Острів Каталіна.

Острів був охрещений «Санта-Каталіна» Христофором Колумбом, який відвідав його в травні 1494 року.

### Quedagh MerchantВільяма Кідда
13 грудня 2007 року на глибині трьох метрів приблизно в 70 метрах від острова було виявлено аварію торгового судна XVII століття. З тих пір він був ідентифікований як корабель пірата капітана Вільяма Кідда 1699 року, Quedagh Merchant, згідно з свідченнями Кідда під час його суду до його повішення 23 травня 1701 року. Група дослідників з Університету Індіани на чолі з Чарльзом Бікером, директором Офісу підводних наук Університету Індіани, вперше виявила уламки в 2007 році і з тих пір створила морську заповідну територію, намагаючись зберегти як археологічні залишки корабельної аварії, так і навколишню рифову екосистему. Знаменитий корабельний корабель був визначений як Живий музей у морі. Живі музеї в морі — це програма, започаткована Чарльзом Бікером з метою захисту занурених культурних та біологічних ресурсів у всьому світі.
У співпраці з Дитячим музеєм Індіанаполіса та Національним офіційним центром Патрімонії (ONPCS) Університет Індіани знайнено одну з 26 гармат, на уламках корабля. Тепер гармата експонується на виставці «National Geographic: скарби Землі» в Індіанаполісі.

## Туризм
Острів є популярним напрямком, і кораблі щодня курсують до Каталіни з Ла-Романи, щоб відвідати пляж, підводне плавання та оглянути корали поблизу берега. Є щотижневі поїздки до Каталіни з Пунта-Кана.

## Підводне плавання

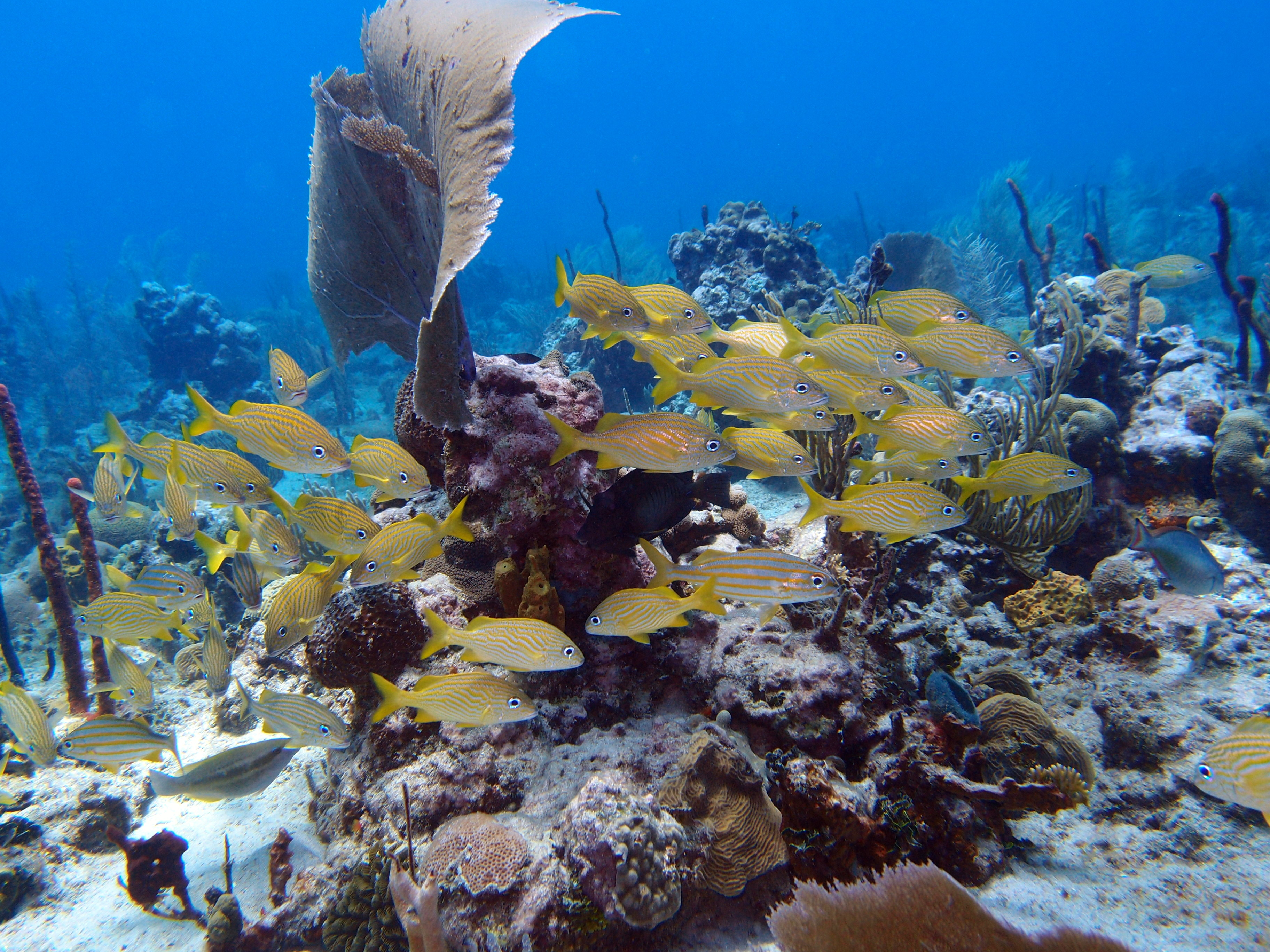
Акваріумний риф, острів Каталіна

Острів Каталіна — популярне місце для дайвінгу завдяки своїм кораловим рифам та морським екосистемам. Місця для дайвінгу включають Стіну та Акваріум; тропічні риби, які можна побачити там, — це Abudefduf abdominalis, представників Holocentrinae та скати. 